# WANDS Live Tour 2024 〜BOLD〜
『WANDS Live Tour 2024 〜BOLD〜』（ワンズ・ライブ・ツアー 2024 ボールド）は、2025年1月22日にリリースされたWANDSの映像作品。Blu-rayで発売。

## 概要
本作は、2024年6月から7月に開催された「WANDS Live Tour 2024 〜BOLD〜」のうち、7月8日に行われた東京ガーデンシアターでのファイナル公演を全曲、さらに40分以上にわたる特典ドキュメンタリー映像を収録したものである。

## リリース
2024年10月16日、本作の発売および発売日が決定したことが発表された。
同年12月4日、店舗購入特典情報が更新された。同月13日、Musingの購入特典情報が更新された。

### 特典
初回プレス分のみ、「WANDS Live Tour 2025 〜TIME STEW〜」のチケット先行申込みURLが入っている。その他、店舗別に予約や購入した際のプレゼント（数がなくなり次第終了）もある。
| 対象店舗           | 特典内容       | 備考                      | 出典  |
| ------------------ | -------------- | ------------------------- | ----- |
| Musing             | クリアポスター | A4サイズ。                | [ 1 ] |
| タワーレコード全店 | ステッカー     | タワーオンライン含む。    | [ 1 ] |
| セブンネット       | トートバッグ   |                           | [ 1 ] |
| 楽天ブックス       | ピンバッジ     |                           | [ 1 ] |
| HMV全店            | クリアファイル | HMV&BOOKSオンライン含む。 | [ 1 ] |

## 演奏
キーボードの木村真也は不参加。

### メンバー
- 上原大史 - ボーカル
- 柴崎浩 - ギター

### サポートメンバー
- 二家本亮介 - ベース
- 神田リョウ - ドラム

## 収録内容
| #   | タイトル                                              | 作詞 | 作曲・編曲 |
| --- | ----------------------------------------------------- | ---- | ---------- |
| 1.  | 「We Will Never Give Up」                             |      |            |
| 2.  | 「GET CHANCE GET GROW」                               |      |            |
| 3.  | 「David Bowieのように」                               |      |            |
| 4.  | 「賞味期限切れ I love you」                           |      |            |
| 5.  | 「FLOWER」                                            |      |            |
| 6.  | 「Secret Night 〜It's My Treat〜［WANDS第５期ver.］」 |      |            |
| 7.  | 「空へ向かう木のように」                              |      |            |
| 8.  | 「SHOUT OUT!!」                                       |      |            |
| 9.  | 「honey」                                             |      |            |
| 10. | 「真っ赤なLip」                                       |      |            |
| 11. | 「RAISE INSIGHT」                                     |      |            |
| 12. | 「Burning Free」                                      |      |            |
| 13. | 「もっと強く抱きしめたなら [WANDS第5期ver.]」         |      |            |
| 14. | 「時の扉［WANDS第５期ver.］」                         |      |            |
| 15. | 「愛を語るより口づけをかわそう [WANDS第5期Ver.]」     |      |            |
| 16. | 「愛を叫びたい」                                      |      |            |
| 17. | 「大胆」                                              |      |            |
| 18. | 「WONDER STORY」                                      |      |            |
| 19. | 「MILLION MILES AWAY [WANDS第５期ver.] （ENCORE-1）」 |      |            |
| 20. | 「カナリア鳴いた頃に （ENCORE-2）」                   |      |            |
| 21. | 「世界が終るまでは… [WANDS第5期ver.] （ENCORE-3）」   |      |            |

上記に加え、特典として40分以上にわたるドキュメンタリー映像も収録されている。